# مارك فوستر (ملحن)
مارك فوستر (بالإنجليزية: Mark Foster)‏ هو مغني وملحن أمريكي، ولد في 29 فبراير 1984 في سان خوسيه في الولايات المتحدة.

## وصلات خارجية
- مارك فوستر على موقع IMDb (الإنجليزية)
- مارك فوستر على موقع ميوزك برينز (الإنجليزية)
- مارك فوستر على موقع أول ميوزيك (الإنجليزية)
- مارك فوستر على موقع ديسكوغز (الإنجليزية)
- مارك فوستر على موقع قاعدة بيانات الفيلم (الإنجليزية)